# Gottfried Kinkel (Philologe)
Gottfried Kinkel (* 11. Juli 1844 in Poppelsdorf, heute zu Bonn; † 22. Mai 1891 ebenda) war ein deutscher Klassischer Philologe.

## Leben
Gottfried Kinkel war der älteste Sohn des Kunsthistorikers, Publizisten und Politikers Gottfried Kinkel (1815–1882) und der Komponistin Johanna Kinkel, geborene Mockel (1810–1858). Er hatte drei jüngere Geschwister: Johanna (1845–1863), Adelheid (1846–1927, verheiratet mit Adolf von Asten) und Hermann (1848–1897).
Kinkels Vater war ab 1846 außerordentlicher Professor für Kunst- und Literaturgeschichte an der Universität Bonn. Während der Revolution 1848/1849 war er einer der prominentesten Vertreter der demokratischen Bewegung. Nach seiner Teilnahme am badisch-pfälzischen Aufstand (1849) wurde er in Rastatt verhaftet und zu lebenslanger Festungshaft verurteilt. Nach seiner Überführung in das Zuchthaus Spandau (1850) wurde er auf Initiative seiner Frau Johanna und seines Freundes Carl Schurz im November 1850 aus dem Gefängnis befreit und floh nach London, wohin ihm seine Frau mit den vier Kindern im Januar 1851 folgte. Nach ihrem frühen Tod (1858) heiratete Gottfried Kinkel senior 1860 Minna Werner (1827–1917), mit der er fünf weitere Kinder zeugte, von denen drei das Erwachsenenalter erreichten.
Gottfried Kinkel junior studierte Klassische Philologie an der Universität Zürich. Dort prägte ihn besonders der Philologe Hermann Köchly (1815–1876), der wie sein Vater nach den Revolutionsjahren ins Exil gegangen war und in Zürich seit 1851 lehrte. Als Köchly zum Sommersemester 1864 einen Ruf an die Universität Heidelberg annahm, ging Kinkel mit ihm. In Heidelberg zählte Hugo Stadtmüller zu seinen Kommilitonen. Wohl auf Köchlys Rat ging Kinkel 1865 für einige Semester an die Universität Leipzig, wo er zusammen mit Friedrich Nietzsche und Erwin Rohde dem Philologischen Verein angehörte. Nach der Promotion zum Dr. phil. kehrte Kinkel zum Sommersemester 1866 an die Universität Heidelberg zurück, wo er seine Dissertation über die Hesiod-Handschriften der englischen Bibliotheken zum Druck vorbereitete.
Nach dem Studium ging Kinkel 1866 als Dozent an das Eidgenössische Polytechnikum in Zürich, wo sein Vater im selben Jahr eine Professur für Archäologie und Kunstgeschichte erhalten hatte. 1867 habilitierte sich Kinkel junior an der Universität Zürich und hielt seitdem regelmäßig Vorlesungen über griechische Literatur und Geschichte sowie englische Geschichte und Politik (bis 1890). Er setzte seine wissenschaftliche Arbeit fort, die zunächst vor allem dem Dichter Hesiod galt, sich aber nach und nach auf andere Epiker ausbreitete. Eine akademische Karriere zeichnete sich jedoch nicht ab. 1869 schlug ihn Köchly neben anderen für eine Professur an der Universität Basel vor, die dann aber Friedrich Nietzsche erhielt.
Kinkels ehrgeizigstes Projekt war eine Fragmentsammlung der griechischen Epiker. Der erste Band, der bis zur Zeit Alexanders des Großen reichte, erschien 1877 und wurde von der Fachwelt eher negativ beurteilt. Die weiteren Bände, welche die Epiker des Hellenismus, der Kaiserzeit und Spätantike umfasst hätten, erschienen nicht. In den 70er Jahren war Kinkel auch mit der Herausgabe der Kleinen Schriften Köchlys beschäftigt, den er schon bei seiner Hesiod-Ausgabe (1870) unterstützt hatte.

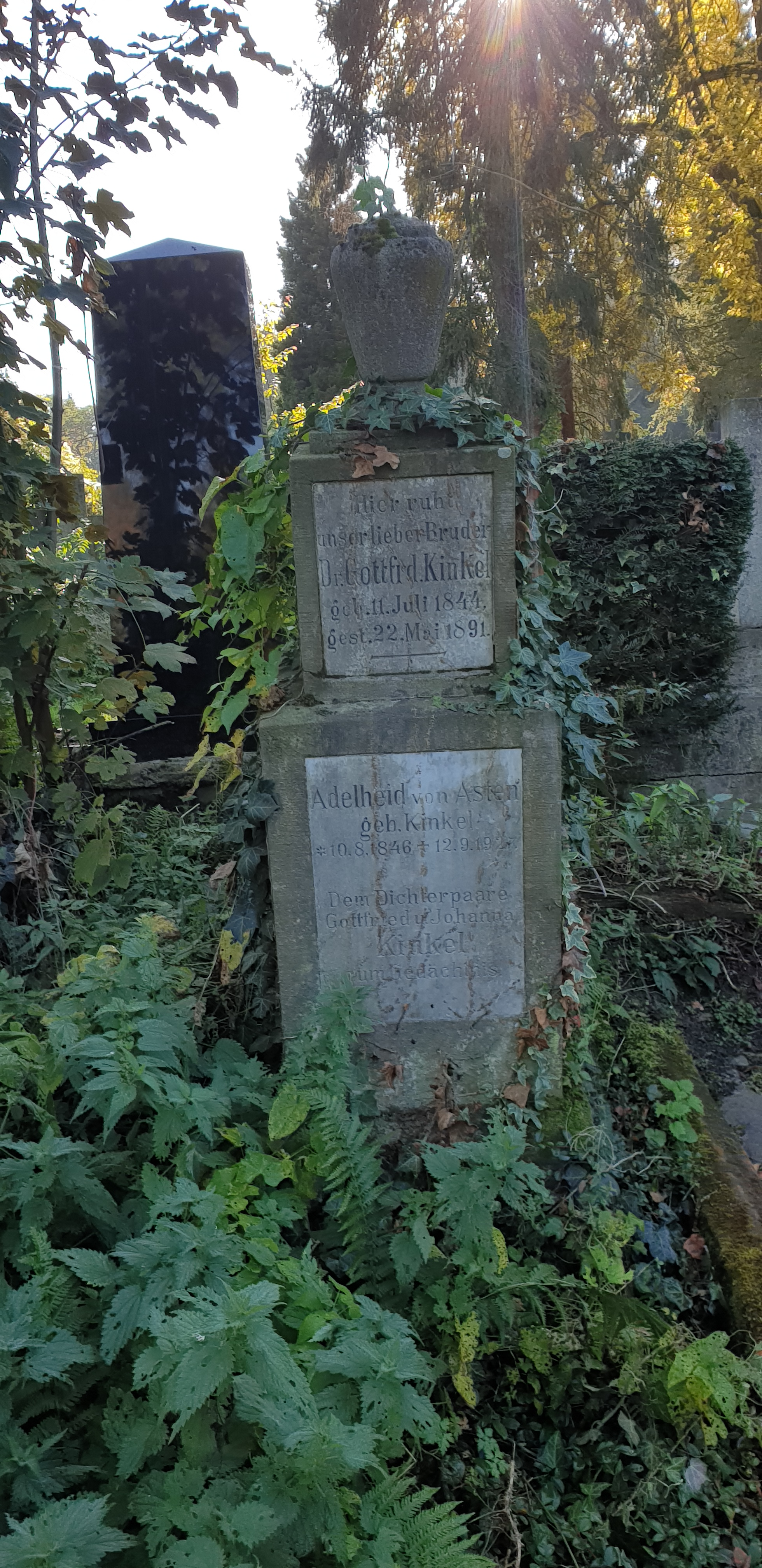
Grab Gottfried Kinkels auf dem Poppelsdorfer Friedhof

Nach dem Tod seines Vaters (1882) übernahm Kinkel junior einen kleinen Teil aus dessen Nachlass und den Nachlass seiner Mutter Johanna Kinkel. Mehrere seiner Veröffentlichungen über das Ehepaar Kinkel stützen sich auf diese Materialien. Er nahm sich am 22. Mai 1891, dem Hochzeitstag seiner Eltern, in Poppelsdorf das Leben. Sein eigener Nachlass und der seines Vaters gelangten letztlich ins Archiv der Universitäts- und Landesbibliothek Bonn.

## Schriften (Auswahl)
- De codicibus Hesiodeis nonnullis in Anglia asservatis. Heidelberg 1866 (Dissertation)
- mit Hermann Köchly: Hesiodea quae supersunt omnia. Leipzig 1870
- Die Ueberlieferung der Paraphrase des Evangeliums Johannis von Nonnos. Zürich 1870
- Ausgewählte Tragödien des Euripides für den Schulgebrauch erklärt. Erstes Bändchen: Phönissen. Berlin 1871
- Euripides und die bildende Kunst. Ein Beitrag zur griechischen Litteratur- und Kunstgeschichte. Berlin 1871
- Epicorum Graecorum fragmenta. Leipzig 1877
- Lycophronis Alexandra. Recensuit, scholia vetera codicis Marciani addidit Godofredus Kinkel. Leipzig 1880

Herausgeberschaft
- Karl Bernhard Stark: Vorträge und Aufsätze aus dem Gebiete der Archäologie. Leipzig 1880
- Arminii Koechly Opuscula philologica. Volumen I: Opuscula Latina. Leipzig 1881 (Hermann Köchlys Gesammelte kleine philologische Schriften 1)